# Amor fa l'uomo cieco
Amor fa l'uomo cieco è un intermezzo comico per musica in due tempi, parte in endecasillabi sciolti, parte in ottonari, di Carlo Goldoni, composto a Genova nel 1742 e musicato da Pietro Chiarini.
Per questo intermezzo, ideato per essere rappresentato nell'intervallo dell'opera seria Artaserse, sempre di Chiarini sul testo di Metastasio, il commediografo veneziano trasse spunto dall'intermezzo Livietta e Tracollo di Pergolesi.

## Trama
L'opportunista e ingrata Livietta, nata contadina povera, è stata portata in città per offrirle una vita agiata dal ricco Cardone, innamorato di lei. A causa di questo amore, però, Cardone  finisce in rovina, per cui Livietta non vuol saperne più niente di lui. Ma il ricco e avaro zio di Cardone muore, lasciando a suo nipote una consistente eredità. A questo punto, l'atteggiamento di Livietta cambia di nuovo, tanto da riuscire a farsi sposare da Cardone, accecato dall'amore per la donna.

## Poetica
Il tema trattato, ricorrente nelle opere goldoniane, è quello della volubilità delle donne e della passione da loro dimostrata maggiormente verso gli uomini con molto denaro.